# جوان برادي (روائية)
جوان برادي (بالإنجليزية: Joan Brady)‏ (1950 في الولايات المتحدة)؛ روائية أمريكية.